# Reprezentacja Luksemburga w piłce wodnej kobiet
Reprezentacja Luksemburga w piłce wodnej kobiet – zespół, biorący udział w imieniu Luksemburga w meczach i sportowych imprezach międzynarodowych w piłce wodnej, powoływany przez selekcjonera, w którym mogą występować wyłącznie zawodnicy posiadający obywatelstwo luksemburskie. Za jej funkcjonowanie odpowiedzialny jest Luksemburski Związek Pływacki (FLNS), który jest członkiem Międzynarodowej Federacji Pływackiej.